# Felpeyu
Felpeyu es un grupo de música folk de Asturias y una de las grandes referencias en la música asturiana.

## Historia
Fue fundado en 1992 en Salamanca, donde estudiaban Bellas Artes sus miembros fundacionales Ígor Medio y Ruma Barbero, junto a los hermanos gallegos Cástor y Félix Castro. Desde entonces, desarrollaron su carrera musical con gran número de actuaciones por España, Europa y Australia.
Su primer trabajo discográfico fue el disco homónimo Felpeyu, editado en 1994 por FonoAstur. Para entonces, ya habían publicado la maqueta Fuxide oricios (1993) y contribuido al recopilatorio V Festival de Música Folk Galega (Edicións Discográficas Galegas, 1993). Aunque en aquellos comienzos interpretaban un repertorio con piezas tanto asturianas como gallegas, con la marcha de los hermanos Castro, Felpeyu se centraría en la parte asturiana.
En 1997 aparece su segundo disco, Tierra (FonoAstur), e insertan una de las piezas de su primer álbum en el recopilatorio Naciones Celtas.
En 2000 publican Live Overseas (Urchin Records), disco en directo grabado en Orense para una gira por Australia, y en 2002 Yá!, publicado esta vez por la compañía creada por el grupo, Tierra Discos.
El 24 de junio de 2006, el grupo sufre un trágico accidente de tráfico mientras viajaba de Asturias a Cataluña, donde iban a ofrecer un concierto. En el siniestro fallecieron los componentes Ígor Medio y Carlos Redondo, mientras que el resto de la formación -el percusionista Ruma Barbero, el acordeonista Xuan Nel Expósito, los violinistas Lisardo Prieto y Fernándo Oyágüez, el gaitero Diego Pangua y el técnico de sonido Slaven Kolak- sufrieron heridas de distinta gravedad.
Tras una larga temporada de inactividad, el grupo vuelve a los escenarios en el verano de 2007 con la incorporación de Dudu Puente al bajo y voz principal. Más adelante se une al grupo Moisés Suárez (guitarra). 
En abril de 2008 publican Canteros, también en Tierra Discos. Se incorpora al grupo Luis Senén Fernández (bajo y voz), sustituyendo a Puente. Más adelante Borja Baragaño (gaita asturiana, flautas) sustituye a Diego Pangua y Elías García (bouzouki) a Fernando Oyagüez
En 2017 se publica Cerquina, que supone la vuelta de Diego Pangua a la banda. Después de la publicación de este trabajo se van incorporando al grupo Luís Nicolás (guitarra), Anibal Menchaca (bajo y voz) y Alberto Ablanedo (bouzouki) después del fallecimiento de Elías García y la salida de Luis Senén Fernández y Moisés Suárez.